# Torymus festivus
Torymus festivus är en stekelart som beskrevs av Horton Holcombe Hobbs 1950. Torymus festivus ingår i släktet Torymus och familjen gallglanssteklar. Inga underarter finns listade i Catalogue of Life.